# Boarmia irrelata
Boarmia irrelata är en fjärilsart som beskrevs av Claude Herbulot 1989. Boarmia irrelata ingår i släktet Boarmia och familjen mätare. Inga underarter finns listade i Catalogue of Life.